# Pokémon TCG Online
Pokémon TCG Online é um jogo eletrônico de 2012 baseado no Pokémon Trading Card Game, desenvolvido pela Dire Wolf Digital e está disponível para Microsoft Windows, macOS, iOS e Android. Foi originalmente lançado em março de 2011 com o nome de Pokémon Trainer Challenge como um jogo baseado em navegador.

## Jogabilidade
Pokémon Trading Card Game Online é uma simulação do jogo eletrônico da mesa com jogo de cartas colecionáveis de RPG elementos semelhantes à série principal RPG de Pokémon. Os jogadores desafiam personagens não-jogadores e outros jogadores online para batalhas de cartas usando baralhos de 60 cartas.
No modo Trainer Challenge, o jogador compete contra uma variedade de personagens controlados pelo computador usando decks temáticos pré-construídos. Vencer várias partidas ganha pacotes de cartas de reforço. Este é um dos modos mais fáceis do jogo, por isso é recomendado para jogadores mais novos.
No modo Versus, os jogadores humanos competem entre si. Vencer ganha símbolo ou tíquetes de entrada em torneios, bem como Pontos Versus que contribuem para ganhar prêmios de uma Escada Versus que é reiniciada a cada três semanas, adicionando novos prêmios e removendo todos os Pontos Versus. Existem quatro modos de jogo. No modo Tema, apenas decks temáticos pré-construídos podem ser usados. No modo padrão, o deck do jogador só pode usar cartas que sejam legais na rotação padrão atual (a cada ano as cartas mais antigas são retiradas do jogo). O modo expandido permite cartões da rotação expandida. No modo ilimitado, quaisquer cartas são permitidas, no entanto, o modo ilimitado foi restrito para ser apenas uma opção jogável com amigos online em uma batalha de amigos ou treinamento contra um NPC.
O modo de torneio envolve oito jogadores lutando em três rodadas de uma competição de estilo de eliminação única. As recompensas aumentam em linha com a posição final do jogador. Vencer pelo menos uma partida em uma entrada de bilhete garante um impulsionadora negociável como recompensa. Vencer partidas ganham símbolos que podem ser usados para comprar itens não negociáveis na loja do jogo, como pacotes de cartas não especiais, baralhos temáticos pré-construídos ou itens de personalização de avatar.
O jogo inicialmente oferecia três baralhos iniciais e apresentava mais conteúdo após o lançamento. Após 6 de abril de 2011, os jogadores podem comprar cartas da série Black e White, que possuem um código para serem representadas digitalmente. Os jogadores também podem criar um avatar personalizado. Havia códigos de pacote de impulsionadora que permitem que pacotes impulsionadoras até Black e White—Boundaries Crossed sejam comprados na loja online. No entanto, a partir de Black e White—Plasma Storm, o cartão de código dentro dos pacotes impulsionadoras agora são resgatados diretamente como pacotes impulsionadoras online de seus respectivos conjuntos.

## Desenvolvimento e lançamento
Pokémon Trading Card Game Online foi co-desenvolvido por Dire Wolf e Dire Wolf Digital LLC, e publicado pela The Pokémon Company. Foi lançado em 24 de março de 2011.